# Cserzőanyag

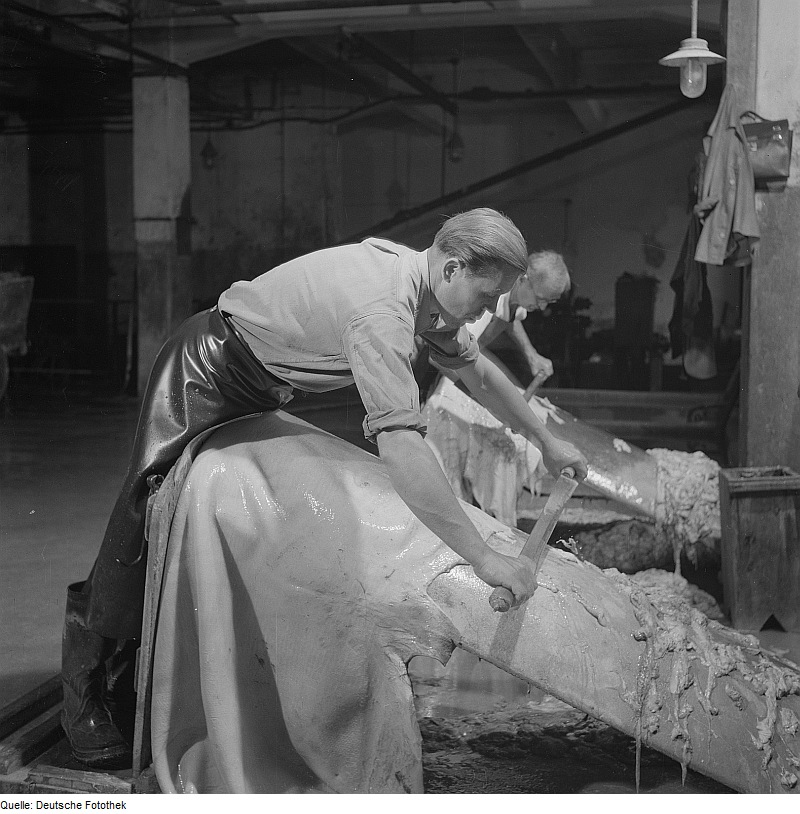
Tímárok cserzés közben

Cserzőanyagok olyan kémiai anyagok, amelyeket állati bőrök kikészítésére használnak. A lecsupaszított állati bőrt (nyersbőrt) cserzőanyagokkal olyan bőrré (készbőr) alakítják, ami azt hosszú távon tartóssá, felhasználhatóvá teszi. A cserzőanyagok, egyéb tulajdonságaik mellett megakadályozzák például a bőr rothadását. Vannak természetes úton előforduló (természetes) cserzőanyagok, és mesterségesen előállított (szintetikus) cserzőanyagok. Általában olyan vízben oldható vegyületek, melyek a vassók oldatait sötét színűre festik, és az enyvoldatokban csapadékot képeznek. A növényi cserzőanyagokat (úgynevezett tanninokat) a gyógyászatban is használják; számos gyógyító hatásuk bizonyított. A tanninok továbbá a bor és a tea ízesítő összetevőiként is ismertek.
Jelenleg a legnagyobb jelentőségük a mesterségesen előállított krómvegyületeknek van, Magyarországon a feldolgozott bőrök mintegy 90%-át ezekkel a cserzőanyagokkal készítik ki.

## Növényi cserzőanyagok

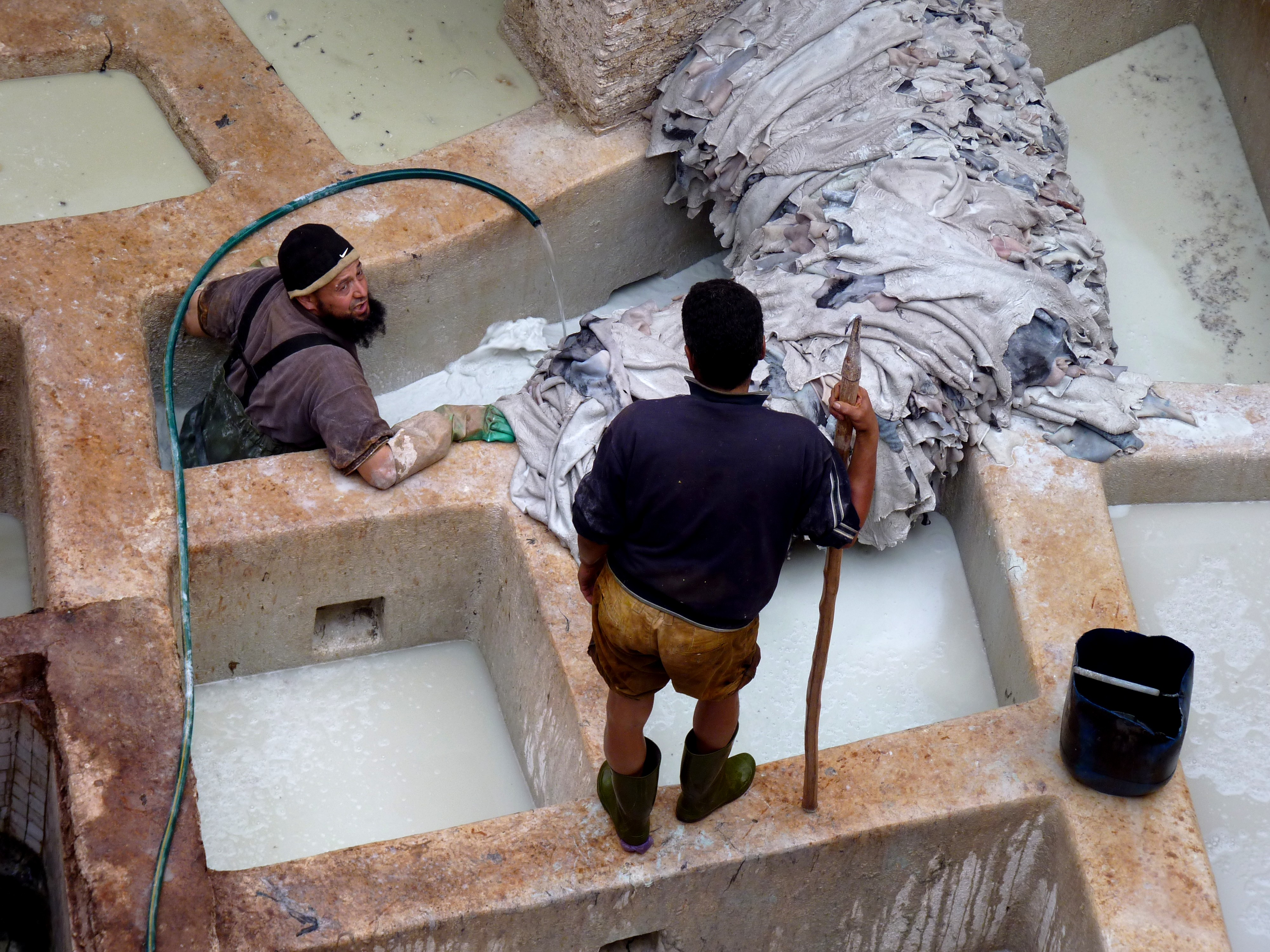
Tímárok

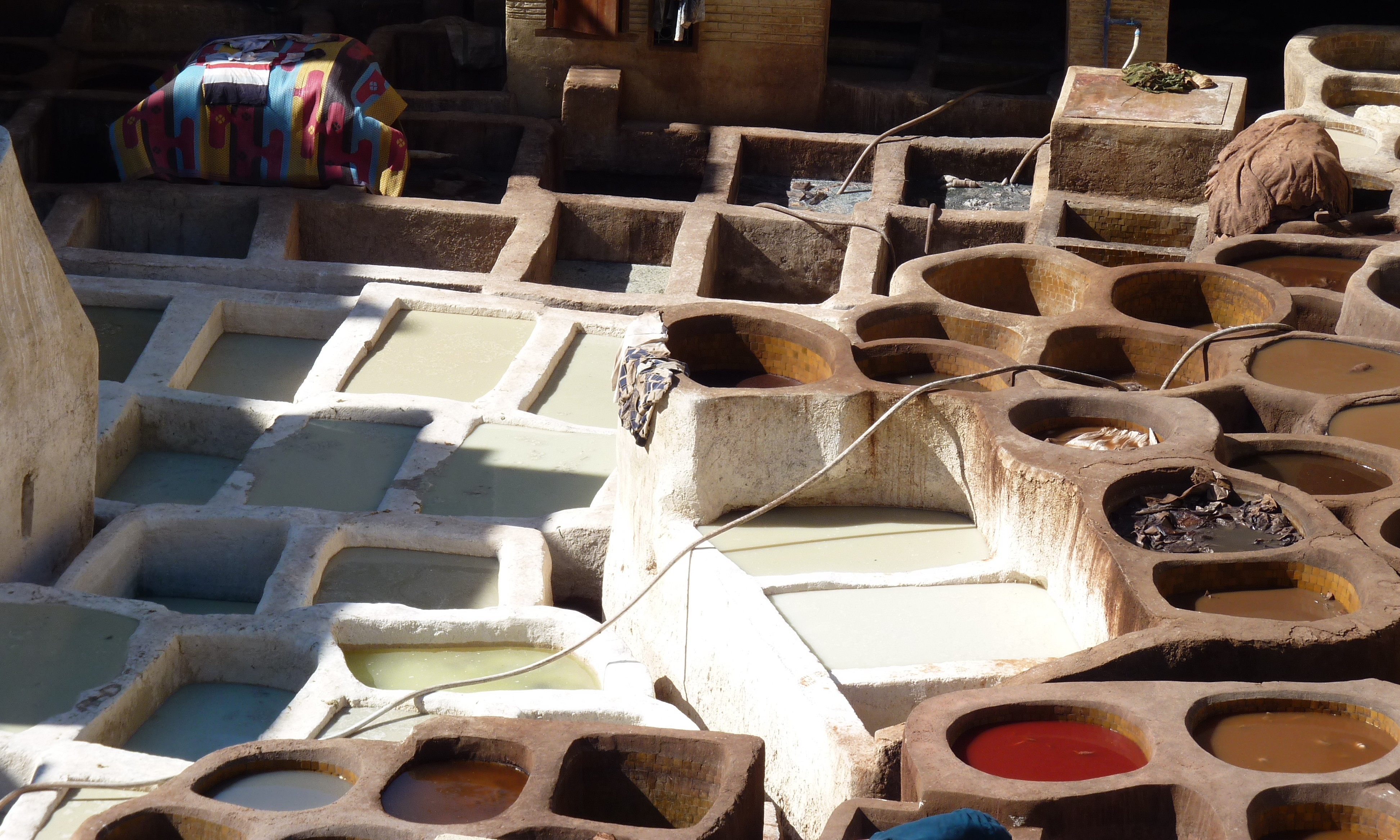
Cserzőműhely Fezben

A növényi cserzőanyagok a növények kérgében, levelében, termésében és egyéb összetevőiben található kémiai vegyületek keveréke, elsősorban fenolos hidroxilcsoporttal rendelkező molekulák összessége. Vízben kolloidképződés mellett viszonylag könnyen oldódnak. Henry Richardson Procter (1848–1927) és John Stenhouse (1809–1880), vizsgálataik alapján a növényi cserzőanyagokat a következőképp csoportosították: 
1. A pirokatechin származékai, amelyek a bőrön fehéres lerakódást nem képeznek, s melyek az ecetesvas vasoldatot zöldes-feketére festik; ide tartoznak a bürök, a mimóza, a katechu (kasu), a gambicserje, a quebracho stb. cserzőanyagai.
2. A pirogallol származékai, amelyek vassal kékes-fekete színeződést adnak, a bőrön fehér lerakódást képeznek; ide tartoznak a gubacsok, a szömörce, a divi-divi stb., cserzőanyagai.
3. Cserzőanyagok, melyek mind pirogallolt, mind pirokatechint tartalmaznak; ilyenek a tölgyfacser és a valonea cserzőanyagai, amelyek a bőrön fehér lerakódást adnak, és a vassókat kékes-feketére festik. Eszerint a cserzőanyagok beoszthatók olyanokra, melyek kékes-fekete színeződést adnak. Általában nagy cukortartalmú vegyületek.

Kémiailag ezekről még keveset tudunk. Általában véve feltehető, hogy a cserzőanyagok több hidroxilcsoportot tartalmazó benzoesavaknak éterszerű anhidridjei. E feltevés nyomán igen sok ilyen termék létezésére következtethetünk. S tényleg a különböző növényekben és növényrészekben a legkülönbözőbb cserzőanyagok találhatók, s ezekből cserzőanyag elő is állíthatók. Hígított kénsavval vagy sósavval főzve, vagy bizonyos élő fermentumok hatása alatt a cserzőanyagok különböző módon bomlanak szét. Sok cserzőanyagból cukor lesz, amely azonban gyakran a cserzőanyaggal kevert tisztítóanyagoktól származik. 
A pirokatechin cserzőanyagból oldhatatlan vörös-barna festék, phlobaphenek nyerhető; a pirogallol cserzőanyag ellenben vagy galluszsavat C6H2 (OH)3 COOH, vagy pedig az ellagsavat (C14H8O9) – a «bloom»-nak nevezett fehér lerakodás a bőrön, illetve ezeknek a keverékét – tartalmaz. A tölgyfacserből és a valoneából az ellagsav mellett azokat a vörös-barna testeket is nyerhetjük, melyek bizonyos körülmények között galluszsavat is adnak. Ezekből a vörös színű vegyületekből készíthetjük a protokatechusavat. Azok a cserzőanyagok, amelyek a vasoldatokat zöldre festik (a pirokatechin származékai) normális termékei azon növényeknek, melyekben előfordulnak, míg a cserzőanyagok azon csoportja, amelynek hozzátartozói a vasoldatokkal kékes-fekete elszíneződést adnak, többnyire a növényrészek kóros eltávozásának a termékei, amiért is ezeket, bár helytelenül, patológ cserzőanyagoknak nevezték el.
A cserzőanyagokat tartalmazó növényrészeket (a cserzőszereken) részben a bőr cserzésére, részben a fonal-kelme festésére is használják. Az ipar azonban ezeken a növényi részeken kívül még a belőlük előállított kémiai preparátumokat is használja; ilyenek, például a tannin C14H10O9, digallussav, amely számos növényi részben előfordul, valamint egyéb cserzőkivonatok.

### Fontosabb növényi cserzőszerek
A növényi cserzőanyagok bizonyos fák, kérgek, gyümölcsök, levelek, gyökerek kinövések extrahált kivonatai. a 20. század közepén az összes felhasznált cserzőanyag 38%-a kvebrachófából, 16% mimózakéregből, 10% gesztenyefából, kb. 6% tölgyfakéregből, 5% mirobalanból, 4% valoneából, trillóból, fenyőkéregből, 3% gambirból, 2-2% tölgyfából, szömörcelevélből, katechufából, mangrovekéregből, a maradék egyéb cserzőanyagokból származott.

#### Gyümölcsök
Algarobilla; ez a Prosopis pallida (negro) és P. Algarrobo (blanco) mag hüvelyéből áll. Ezek a fák nagy mennyiségben fordulnak elő Dél-Amerika hegyes vidékein, főleg Chilében és Argentínában. E mag hüvelye 5%-ig élénk sárga színű tannint tartalmaz, mely leginkább a Mirobalanokéhoz hasonló.
Divi-divi v. Libi-dibi Cesalpinia coriaria fának a maghüvelye. A szárított maghüvely 19-50%-a sajátságos, némileg a valonea-csersavához hasonló csersavat tartalmaz, amely galluszsavból és ellagencsersavból áll. Olcsó cserzőszer s így kérgekkel keverve volna használható, hibája az, hogy igen könnyen erjed, s akkor a bőrön sötétpiros foltokat ad. Maracaibóból, Paraibóból és Santo Domingóból importálják Európába.
Gesztenyekivonat. A gesztenyefa (Aesculus hippocastanum) sűrű kivonata, amelyet Dél-Franciaországban állítanak elő, és feketére festett selyem súlynövesztésére használnak. Magyarország a 18–19. században is jelentékeny mennyiséget importált ebből a kivonatból.
Valoneák (franciául: Vélanedes). A valonea a görög szigeteken és Kis-Ázsiában előforduló Quercus egilops és Q. valonea fa rendkívül nagy gyümölcstokja. A valoneák 25-35% tannint tartalmaznak, mely némileg a tölgyfacserjéhez hasonlít; ettől abban különbözik, hogy barnább színt és nehezebb lerakodást képez a bőrön. Az a bőr, amelyet valoneával csereznek, kemény és nehéz. Rendszerint a valoneát tölgyfacserrel, mirobalanokkal stb. használják.
Mirobalanok alatt a Terminalia némely fajának gyümölcsét értjük. Főleg az Indiában található T. chebula és T. Bellerica, melyek gyümölcse 30-35% galluscsersavat és ellagéncsersavat tartalmaz, kedvelt cserzőszereket szolgáltatnak, puha bőrt adnak, amelynek, többnyire, élénk sárga színe van. A szárított gyümölcsöket tájszólással har-nak, harrának, baherának nevezik; ezeket a kelmefestésre, cserzésre azonban nem használják.

#### Fák
Kvebrachófa. Ez a név a quebra-hachóból (fejszetörő) származik. Kvebrachónak bizonyos dél-amerikai fákat neveznek, melyeknek a fája igen kemény. Ezek közül a Loxopterygium Lorentzii faja és kérge az, amelyet leginkább értékesítenek, mivel 15-23% csersavat tartalmaz. A fáját meg a belőle készített kivonatát Európába is hozzák. Hamburgban van több kvebracho-kivonat-gyár. A kvebrachónak a bőr cserzésére való használata Németországban a múlt század közepéig erősen terjedt. Kvebrachóval az egész cserzési folyamatot lényegesen rövidebb idő alatt fejezhetik be, és jó minőségű bőrt nyernek vele.
Katechu Terra japonica (franc. cachou, ang. cutch, kát, kut; kasu) szárított kivonat, mely 45-55% sötét színű csersavat tartalmaz, s amelyet főleg két fanemből gyártanak; ezek:
1. az Acacia Catechu (Mimosa Catechu, M. sundra);
2. a (M) Suma, magas fa, mely Déli-Indiában, Bangladesben és Gudzsarátban honos.[6]

#### Kinövések
Gubacs, amelynek három faját különböztethetjük meg, úm. a levantini (török) gubacsot, a magyar gubacsot (Knoppern) és a kínai (japán) gubacsot. Ezeknek a különböző gubacsféléknek a csersavtartalma igen nagy. A levantini gubacsban egészen 60%-ig van tannin, a kínai gubacs tannintartalma 70%-i lehet. A gubacsokban a tanninon kivűl még egy glikozid, a glikotanninis van.

#### Levelek
Gambir, kockás katechu v. Terra Japonica (franc. gambir, cachon janue; ang. pale catechu), az Uncaria Gambir és az U. acida leveleinek (Indiában nyert) kivonata. Tartalmaz 36-40% csersavat, mely csaknem egészen katechinből áll. A gambir igen jó cserzőszer, mely a bőrt hamar áthatja, rendesen más cserzőszerekkel keverve használják. A legjobb gambir az, amelyet Szumatrából hoznak.
Szömörce. (Franc. Sumac; ang. Sumach és Shumac; ném. Gerbersumach v. Schumack.) Sumach alatt bizonyos, Déli-Európában és Amerikában előforduló, csersavat tartalmazó növények szárított leveleit értik. A különböző sumach-fajok tannintartalma 13 és 17% között ingadozik.

#### Kérgek
Hemlock (Abies canadensis) kérge közel 14% csersavat tartalmaz. Körülbelül 30 év óta ebből a kéregből kivonatot is készítenek, melyben 18-25% sötétvörós csersav van, ettől a bőr sokkal szilárdabbá és nehezebbé lesz. 
A kino nevü cserzőszert nálunk is használják. A kinónak különböző fajai vannak. Ezek a kinofajok szabad pirokatechinen kívül a katechinnel rokon csersavakat tartalmaznak. 
Mimózakéreg (Wattle-bark), számos Ausztráliában honos akácia faj; kérge jelentékeny mennyiségű sötétvörös mimo-csersavat tartalmaz, amely kemény és nehéz bőrt ad, ha tömény állapotban használják, úgyhogy puha felsőbőrt csakis híg oldatokkal szokás cserezni.
Tölgyfakéreg (franc. écorces de Chęne, ang. oak-barks, ném. Eichenrinden, Lohe). Néhány tölgyfa kérge mint cserzőanyag igen értékes. Ezek főleg a közönséges tölgyfa (Quercus Robur válfajaival, a Q. sessiflorával és Q. pedunculával), a Q. Suber, a Q. Flex és a Q. Castanea. Ezek a fakérgek, ami a velük készített bőr minőségét illeti, a legértékesebb cserzőszerekhez tartoznak, mivel a bennük foglalt csersav igen hatékony. Mivel a tölgyfa igen elterjedt fafaj, szállitása is kisebb költséggel jár. Ez a cserzőszer a bőrt nem teszi nehezebbé, azonban a kéreg kezelése kényelmetlen, mivel csak 10-12% tannint tartalmaz, nagy térfogattal rendelkezik. A tölgyfacser a bőrt veresbarnára festi s rajta nagy mennyiségű lerakódást (virágot, bloom) képez. Gallussavat alig tartalmaz. A tölgyfakéreg említett jó tulajdonságai dacára a magyar cserzőműhelyek a 19-20. században inkább a fenyőkérget alkalmazták cserzésre, mivel a tölgyfacser használata mellett a cserzőeljárás hosszabb (körülbelül 2 év), s így több befektetésre és forgótőkére volt szükség. A keresletnek jobban megfelelő merevebb talpbőrök gyártásához a fenyőkéregcserzést megfelelőbbnek tartották. 
Fenyőfakéreg 7-16% csersavat tartalmaz. Kivonatot is gyártanak belőle. 
A tölgyfa és a fenyőfa kérgén kívül még más fáknak a kérge is szolgál cserzőszer gyanánt. Az égerfa és a fűzfa kérge 8-16%, a nyírfa kérge 8-10% csersavat tartalmaz. 

Néhány kevésbé használt növényi cserzőanyagAbies larix (vörösfenyő) kérge, mely a vörös színű csersavból 6-8%-ot tartalmaz.
Acacia Albicans gyümölcse (Mexikóban hiusache a neve),
Babul kérge, 13-19% tanninnal, zselatinnal fehér csapadékot ad;
Cebil 10-15% tannint a kéregben, 6-7%-ot a levelekben tartalmaz; ennek egy válfaja, a fehér cebil a kéregben 8-12%, a levelekben 7-8% tannint tartalmaz;
Cavenia (Argentiniában espinillonak nevezik) gyümölcstokjában 33-34% tannin van;
Penninervis kérgében 18% tannin és 3-4% gallussav van.
Alnus glutinosa (éger) kérge 16% csersavnál többet nem tartalmaz.
Caesalpinia Cacalaco gyümölcse (Mexikóban cascalote a neve) sok tannint és gallussavat tartalmaz.
Comptonia asplenifolia levelei (USA) 9-10% tannint tartalmaznak.
Coriaria ruscifolia kérge (Új-Zélandon tutu a neve) 16-17% tannint, az Elaeocarpus dentatus kérge (Új-Zélandon Kiri-hinau) 21-22% tannint, az E. Hookerianus kérge 9-10% tannint, : Ephedra antisyphilitica 11-12% tannint. Az Eucalyptus longifolia kérge (Ausztrália) 8,3% tannint és 2,8% gallussavat tartalmaz.
Obliqua kinocsersavban 13,5% kinocsersav, az E. leuxoxylonban 22% van ugyan, de azért mégis csak alárendelt minőségű bőrnek készítésére használható.
Eugenia Maire kérge (Új-Zélandon whawhakónak nevezik) 16-17% tannint, az E. Smithii kérge 17% tannint és 3-4% gallussavat tartalmaz.
A Fuchsia macrostemma vékony, könnyen kivonható kérge 25% élénk vörös színű csersavat tartalmaz. Ez a Chileben churcónak nevezett kéreg. Az Inga Feuillei hüvelyes (Peruban pay-pay a neve) egy csaknem színtelen csersavból 24%-ot tartalmaz. A Laurus Peumo kérgét Chileben cserzésre használják. A Malpighia punicifolia kérge (Nicaraguában úgy nevezik, hogy nancite vagy manquitla) igen világos színű csersavból 20-30%-ot tartalmaz.
A Persea Lingue kérge vörösbarna, vízzel könnyen kivonható, 20-24% tannint tartalmaz. Ezzel a cserzőanyaggal Dél-Amerikában, főleg Valdiviában az ún. valdiviai bőrt cserzik. Chile déli részében ez a fa rendkívül kiterjedt erdőket képez. Phyllocladus tricomanoides kérge (Új-Zélandon kiri-toa-toa a neve) 23% tannint tartalmaz. Chicagóban a Polygonium amphibium leveleit használják cserzésre. Ez az egyéves növény, amely a Missouri mentén nagy mennyiségben terem, 18% tannint tartalmaz és széna módjára kaszálható. Olyan bőrt ad, mely szilárdabb, tartósabb és jobban kifényesíthető, mint az a bőr, amelyet tölgyfacserrel készítenek.
A Punica Granatum gyümölcskérge 13,6% tannint, mely a Mirobalanokéhoz hasonlít és jelentékeny mennyiségben keményítőt is tartalmaz. A marokkói bőr készítésére is szolgál. A Rhizophora Mangle kérgében Venezuelában igen sötét veres tannin van. A Tecoma pentaphylla kérge (Venezuelában roble colorado-nak nevezik) 27% tannint s narancsszínű festőanyagot, a Wagatea spicata hüvelyei 15% tannint, a Weinmannia racemosa kérge (az úgynevezett tawhero towai vagy kamai Új-Zélandon) 12-13% tannint tartalmaz.

#### A növényi cserzőanyagok előállítása
A növényi cserzőanyagok előállítása kilúgozással, extrakcióval történik. A besűrítés tette lehetővé az eredetileg lassú cserzési folyamat (1-3 év) felgyorsítását. A besűrített cserzőanyagokat vagy tömény oldat formájában, vagy porlasztva szárítás után használják fel, vagy értékesítik. 
A felaprított növényi anyagokat 500-12 000 l-es tartályokba helyezik, amelyek összeköttetésben vannak egymással. Ellenáram elvén (vagyis az előmelegített víz a legjobban kilúgozott anyaggal találkozik) vizet áramoltatnak a tartályokon keresztül. A művelet hatékonyságát különböző segédanyagokkal növelik (nátrium-szulfát, ill. nátrium-hidrogén-szulfát).

## Mesterséges cserzőanyagok
- Ásványi anyagok
  - alumíniumsók, különösen timföldsók formájában (a timföldsók részben természetes ásványként is előfordulnak, de általában mesterségesen állítják elő).
  - háromértékű krómsók (a mérgező hat vegyértékű krómvegyületek nem cserzőhatásúak)
  - Cirkóniumsók.
  - Néhány más fémsónak, például a vas-, cink-, titán- és még az aranysóknak is ismert a cserzőhatása.
  - Polifoszfátok
- Aldehidek. Az aldehidek cserzőhatása már régóta ismert. Széles körben használt példák a formaldehid és a glutardialdehid, melyeket nemcsak a bőrgyártásban használnak, hanem a fixálás a szövettan és a taxidermia területén, valamint csíraölő fertőtlenítőszer.
- Szintetikus cserzőanyagok, amelyek fenolszármazékokon alapulnak. Ezeket a 20. század elején fejlesztették ki, és a növényi cserzőanyagok egyszerűsített másolatát képezik. A fenolok vizsgálatára vas-klorid vagy az Emerson-reakció használható.
- Polimer cserzőanyagok (Gyanta cserzőanyagok). A polimer cserzőanyagok alapvető összetevői többek között az akrilátok és a poliuretánok. Reaktív csoportként aldehideket, izocianátok, izotiocianátok és szukcinimidésztereket használnak.
- Alifás paraffin-szulfokloridok.

Számos mesterségesen előállított szerves vegyület is létezik, melyeknek van valamilyen cserzőhatásuk, pl. színezékekek vagy tartósítószerek.